# أولا هانسن
أولا هانسن هي أحيائية وكاتِبة سويدية، ولدت في 21 مايو 1958 في ستوكهولم في السويد.